# Protestantse kerk (Sint-Michielsgestel)

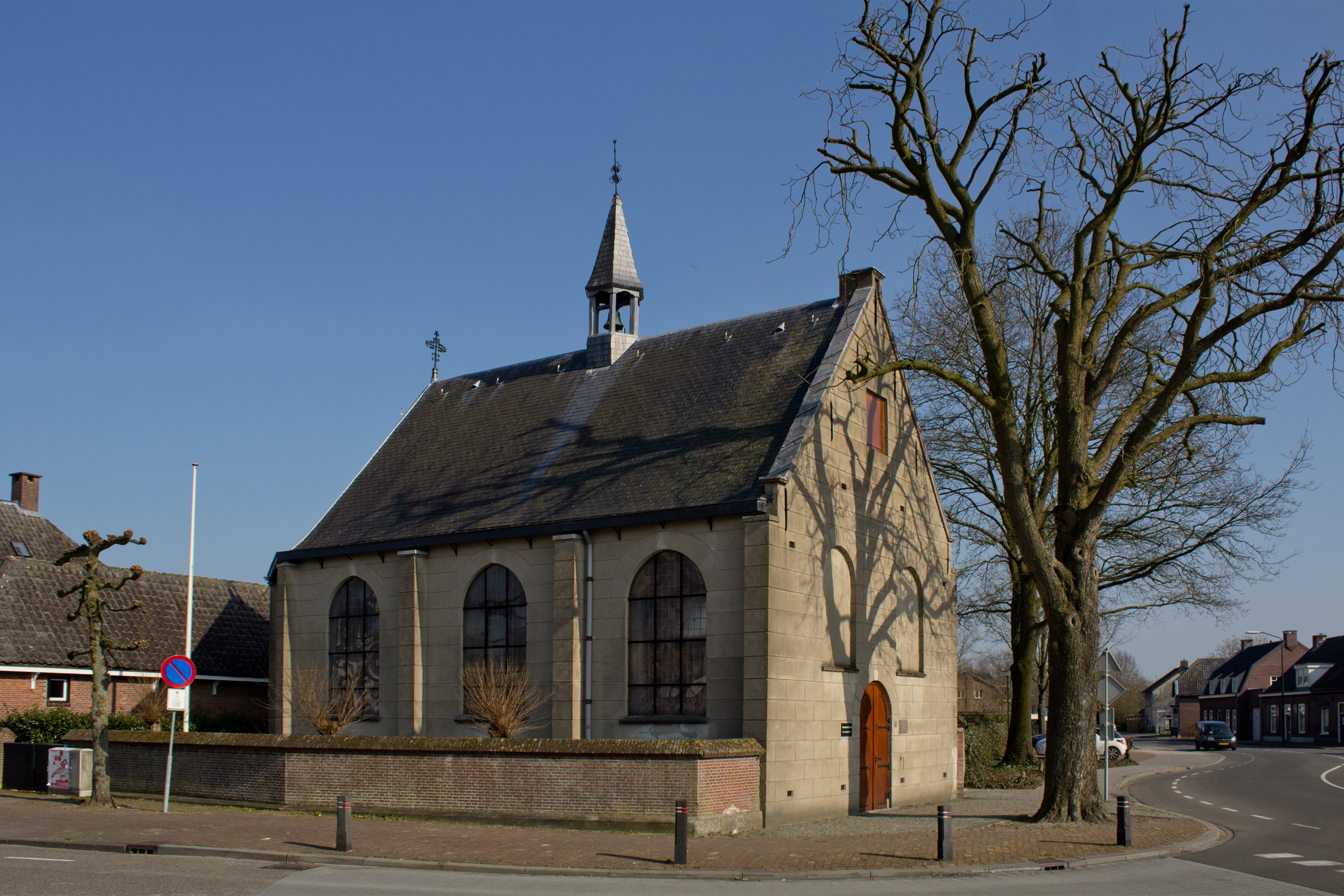
Protestantse kerk

De Protestantse Kerk is een protestants kerkgebouw in de plaats Sint-Michielsgestel in de Nederlandse provincie Noord-Brabant. De kerk is gelegen aan de Schijndelseweg 1.

## Geschiedenis
Nadat de hervormden in 1808 de historische Sint-Michaelkerk weer aan de katholieken moesten overdragen, werd een Lodewijkskerkje gebouwd waarvoor ook afbraakmateriaal van de katholieke schuurkerk werd gebruikt.
Kerksplitsingen zijn er in Sint-Michielsgestel niet geweest en de Hervormde Kerk werd probleemloos omgevormd tot PKN-kerk.

## Gebouw
Het betreft een driezijdig afgesloten zaalkerk met rondbogige vensters en een dakruiter.
Een bijzonderheid zijn de glas-in-loodramen, die normaliter niet vaak in protestantse kerken te vinden zijn. Ze zijn afkomstig van het Kleinseminarie Beekvliet en werden door de gijzelaars als blijk van dank geschonken, na een gedwongen verblijf aldaar tijdens de Tweede Wereldoorlog. De seminariegebouwen werden aan de gemeente verkocht. Na een brand in 1984 kwamen de vensters ter beschikking en werden deze aan het hervormd kerkbestuur aangeboden. In 1986 werden ze in het kerkje geplaatst.